# Daïra d'El Khroub
La daïra d'El Khroub est une circonscription administrative algérienne située dans la wilaya de Constantine et la région du Constantinois. Son chef-lieu est El Khroub.

## Communes
La daïra comprend 3 communes : El Khroub, Aïn Smara, Ouled Rahmoune.